# Suora lähetys
Suora lähetys è il secondo album di studio di Pikku G, pubblicato dalla Warner Bros. nel 2004.
L'album ricevette solo un disco di platino per aver venduto oltre 30 000 copie.
Nell'album sono presenti il cantante degli Yö, Olli Lindholm, e il presentatore di MTV3, Lauri Karhuvaara.

## Tracce
1. Intro
2. Kylki kyljessä
3. Pikku juttuja
4. Kuuntele itseäs
5. Päiviä vaan
6. Jake
7. Oon tullu takas
8. Tänä iltana
9. Ensisilmäyksellä
10. Valheet
11. Miksi
12. Uutiset
13. Valta lapsille

- Kylki kyljessä - video musicale (bonus)

## Classifica
| Classifica                            | Massima posizione |
| ------------------------------------- | ----------------- |
| Suomen virallinen lista - Albumilista | 1                 |